# Галайчук, Вадим Сергеевич
Вадим Сергеевич Галайчук (укр. Вадим Сергійович Галайчук; род. 14 февраля 1971 года, Городок, Хмельницкая область) — украинский адвокат, политик. Народный депутат Украины IX созыва.
Эксперт по конституционному, административному и избирательному праву.

## Биография
Он окончил юридический факультет Киевского национального университета имени Тараса Шевченко, получил степень магистра в Университете штата Мичиган (США).
Заместитель председателя комитета по конституционному и административному праву Ассоциации юристов Украины.
Галайчук принимал участие в миссиях наблюдения в Украине и за рубежом.

## Политическая деятельность
Работал помощником народного депутата Николая Катеринчука. Главный юрист предвыборного штаба Владимира Зеленского.
Кандидат в народные депутаты от партии «Слуга народа» на парламентских выборах 2019 года, № 44 в списке. На время выборов: директор ООО «Хиллмонт Партнерс», беспартийный. Проживает в Киеве.
Первый заместитель председателя Комитета Верховной Рады по вопросам интеграции Украины с Европейским Союзом.
Председатель Парламентского комитета ассоциации Украина—ЕС, член Постоянной делегации в Парламентской ассамблее Организации по безопасности и сотрудничеству в Европе.
Сопредседатель группы по межпарламентским связям с Малайзией.